# Hemachatus haemachatus
Hemachatus haemachatus, còn gọi là rắn rinkhals (/ˈrɪŋk(h)æls/) hay ringhals /ˈrɪŋhæls/, là một loài rắn trong họ Rắn hổ. Loài này được Bonnaterre mô tả khoa học đầu tiên năm 1790.
Loài này được tìm thấy ở tỉnh Cape Nam của Nam Phi, phía đông bắc thông qua Free State, Lesotho, Transkei, Kwazulu Natal, Nam Phi, Tây Swaziland, Mpumalanga và một phần của Gauteng, Nam Phi. Bằng chứng gần đây cho thấy nó được tìm thấy ở Johannesburg. Một dân cư biệt lập tập trung vào Inyanga trên biên giới Zimbabwe-Mozambique. 

## Hình ảnh

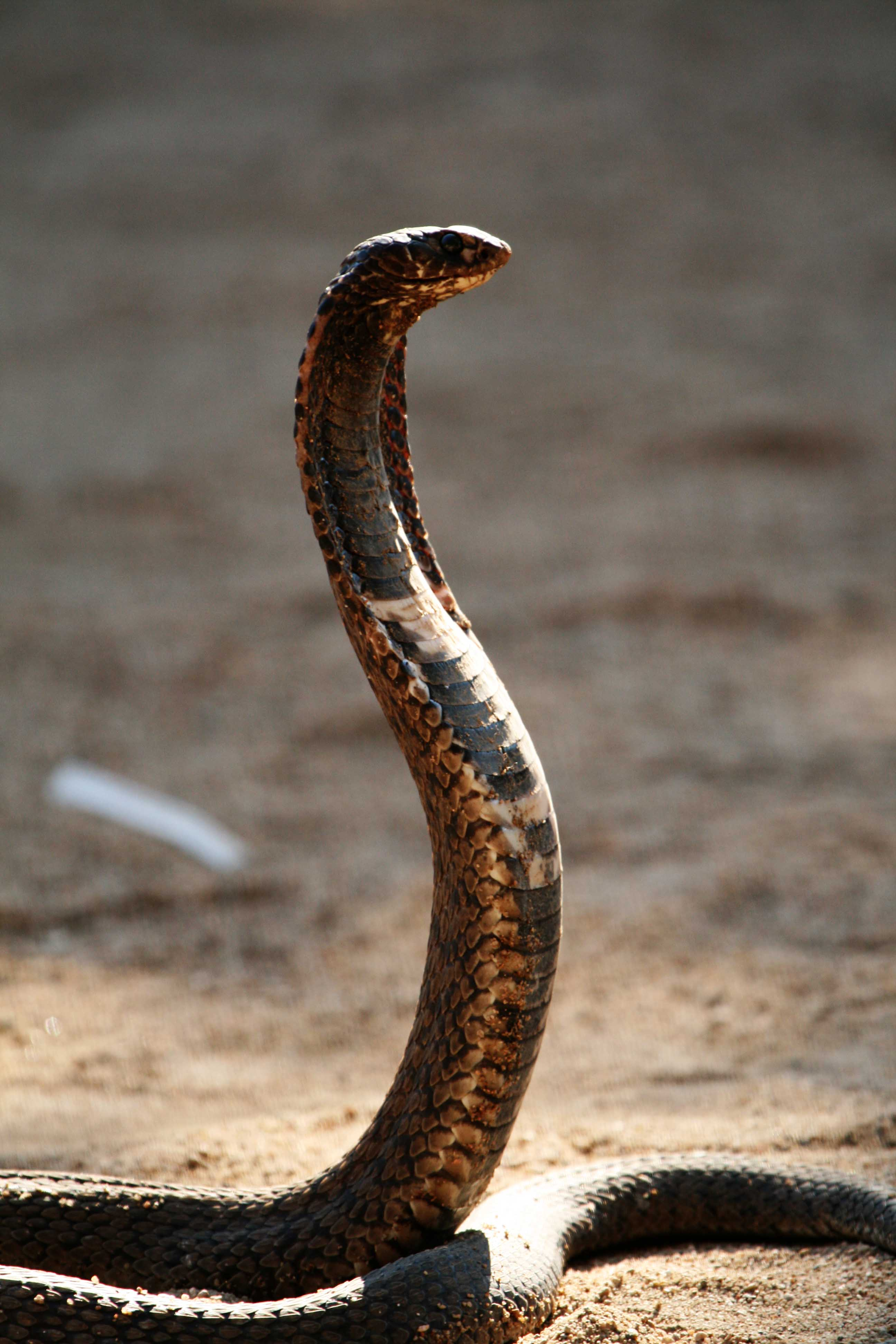